# 第37回国民体育大会
第37回国民体育大会（だい37かいこくみんたいいくたいかい）は1982年（昭和57年）に開催された国民体育大会である。冬季大会スキー競技会のスローガンは「まごころでふれあう友情田沢湖国体」、夏・秋季大会のテーマは、「くにびき国体」（「くにびき」は出雲国に伝わる「国引き神話」より）である。くにびき国体は節約国体とも呼ばれ、質実をモットーとした。

## 大会概要
| 季    | 期間                    | 開催地         | 競技数 | 参加者数 |
| ----- | ----------------------- | -------------- | ------ | -------- |
| 冬    | 1982年1月26日 - 1月29日 | 栃木県日光市   | 2      | 1,901    |
| 冬    | 1982年2月18日 - 2月21日 | 秋田県田沢湖町 | 2      | 1,977    |
| 夏    | 1982年9月12日 - 9月15日 | 島根県         | 5      | 4,673    |
| 秋    | 1982年10月3日 - 10月8日 | 島根県         | 32     | 19,682   |
| 合 計 | 合 計                   | 合 計          | 41     | 28,213   |

## 冬季大会

### スケート競技会
第37回国民体育大会冬季大会スケート競技会は、1月26日～1月29日に栃木県日光市で開催された。

#### 実施競技・会場一覧
| 競技名   | 競技名         | 会場地 | 会場                                                                   |
| -------- | -------------- | ------ | ---------------------------------------------------------------------- |
| スケート | スピード       | 日光市 | 日光スケートセンター                                                   |
| スケート | フィギュア     | 日光市 | 宇都宮市御本丸スケート場                                               |
| スケート | アイスホッケー | 日光市 | 小山ゆうえんち日光電工リンク、細尾スケートリンク、日光スケートセンター |

### スキー競技会
第31回国民体育大会冬季大会スキー競技会は、2月18日～2月21日に秋田県田沢湖町 (現仙北市)で開催された。テーマは「雪の躍動 　ひらくあしたへ」、スローガンは「まごころでふれあう友情田沢湖国体」。

## 夏季大会

### 実施競技
- 水泳
- 漕艇
- ヨット
- カヌー
- 陸上競技

## 秋季大会

### 実施競技
- サッカー
- スキー
- テニス
- ホッケー
- ボクシング
- バレーボール
- 体操
- バスケットボール
- スケート
- アイスホッケー
- レスリング
- ウェイトリフティング
- ハンドボール
- 自転車競技
- ソフトテニス
- 卓球
- 軟式野球
- 相撲
- 馬術
- フェンシング
- 柔道
- ソフトボール
- バドミントン
- 弓道
- ライフル射撃
- 剣道
- ラグビー
- クレー射撃
- 高校野球（公開競技）
- 山岳競技
- アーチェリー
- 空手道
- 銃剣道
- バイアスロン（公開競技）

## 総合成績

### 天皇杯
- 1位 - 島根県
- 2位 - 東京都
- 3位 - 大阪府

### 皇后杯
- 1位 - 島根県
- 2位 - 東京都
- 3位 - 大阪府